# Martini-Enfield
Los fusiles Martini-Enfield eran conversiones de fusiles Martini-Henry de calibre 14,7 mm de la guerra anglo-zulú, recalibrados para disparar el nuevo cartucho estándar .303 British. Aunque la mayoría de los Martini-Enfield eran conversiones, también se produjeron fusiles nuevos.

## Descripción
El Martini-Enfield Mk I era un Martini-Henry Mk III recalibrado a 7,70 mm y con un nuevo extractor instalado, mientras que los fusiles Martini-Enfield Mk II eran generalmente armas de producción reciente, aunque hay algunos ejemplares de fusiles Mk II obtenidos a partir de conversiones.
Desde 1889, los Martini-Henry modificados empleaban cañones con estriado Metford (siendo conocidos como Martini-Metford), que eran muy adecuados para los primeros cartuchos .303 British cargados con pólvora negra, pero que se desgastaban muy rápido cuando disparaban los cartuchos cargados con cordita que entraron en servicio en 1895. En ese mismo año se introdujo el cañón con estriado Enfield, que era más adecuado para disparar los modernos cartuchos con pólvora sin humo.
El Martini-Enfield estuvo en servicio desde 1895 hasta 1918. Las tropas irregulares de Lawrence de Arabia emplearon este fusil durante la Rebelión árabe de 1916-1918. Quedó como armamento de reserva en la India y Nueva Zelanda hasta bien entrada la Segunda Guerra Mundial.
Los fusiles Martini-Enfield fueron producidos/modificados por:
- RSAF (Royal Small Arms Factory), en Enfield Lock
- London Small Arms Co. Ltd (LSA Co)
- BSA & M Co (Birmingham Small Arms & Metals Co, más tarde BSA)
- HRB Co (Henry Rifle Barrel Co, más tarde quebró y fue comprada por Blenheim Engineering)
- NA&A Co (National Arms & Ammunition Co)

Los fusiles Martini-Enfield eran armas de gran calidad y pueden disparar los modernos cartuchos comerciales .303 British, pero en el caso de cualquier arma de fuego antigua, siempre debe ser revisado por un armero cualificado antes de disparar con este.

## Copias del Paso Jaiber
La región del Paso Jaiber entre Pakistán y Afganistán tiene desde hace mucho tiempo una reputación de producir copias artesanales de armas sin licencia empleando cualquier material disponible - frecuentemente rieles de ferrocarril, vehículos desmantelados y chatarra diversa.
Los armeros del Paso Jaiber consiguieron primero ejemplares de los diversos fusiles británicos en servicio durante las expediciones militares británicas de los siglos XIX y XX a la Frontera del Noroeste, los cuales fueron empleados para hacer copias. Las copias del Paso Jaiber usualmente más encontradas son de fusiles Martini-Henry, Martini-Enfield y Lee-Enfield.
La calidad de tales fusiles varía mucho, desde idéntica a los originales hasta peligrosamente baja. Las municiones empleadas en la región del Paso Jaiber frecuentemente tienen una carga propulsora reducida, hecha a partir de diversas pólvoras e incluso películas viejas (que contienen nitrocelulosa, un ingrediente clave de la pólvora sin humo); no se puede esperar que los fusiles del Paso Jaiber soporten las presiones generadas por la munición comercial moderna. Unos cuantos coleccionistas han fabricado cartuchos con carga propulsora sumamente reducida para sus fusiles del Paso Jaiber y han disparado con ellos, bajo su propio riesgo.
Las copias del Paso Jaiber pueden reconocerse por una serie de características, especialmente:
- Errores de escritura en los marcajes (de los cuales el más común es EИFIELD en vez de ENFIELD).[3][4]
- Monogramas V.R. (Victoria Regina) después de 1901 - la Reina Victoria murió en 1901, por lo que cualquier fusil fabricado después de esta fecha debe llevar estampado el monograma "E.R" (Edward Rex, en referencia a Eduardo VII).
- Mano de obra de calidad inferior, que incluye metal débil o blando, madera con acabado tosco y marcajes mal estampados.